# Kraken Mare

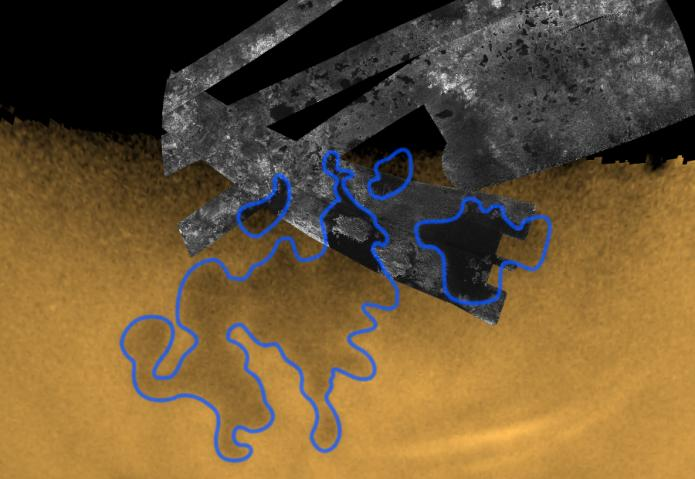
Modře vyznačené Kraken Mare

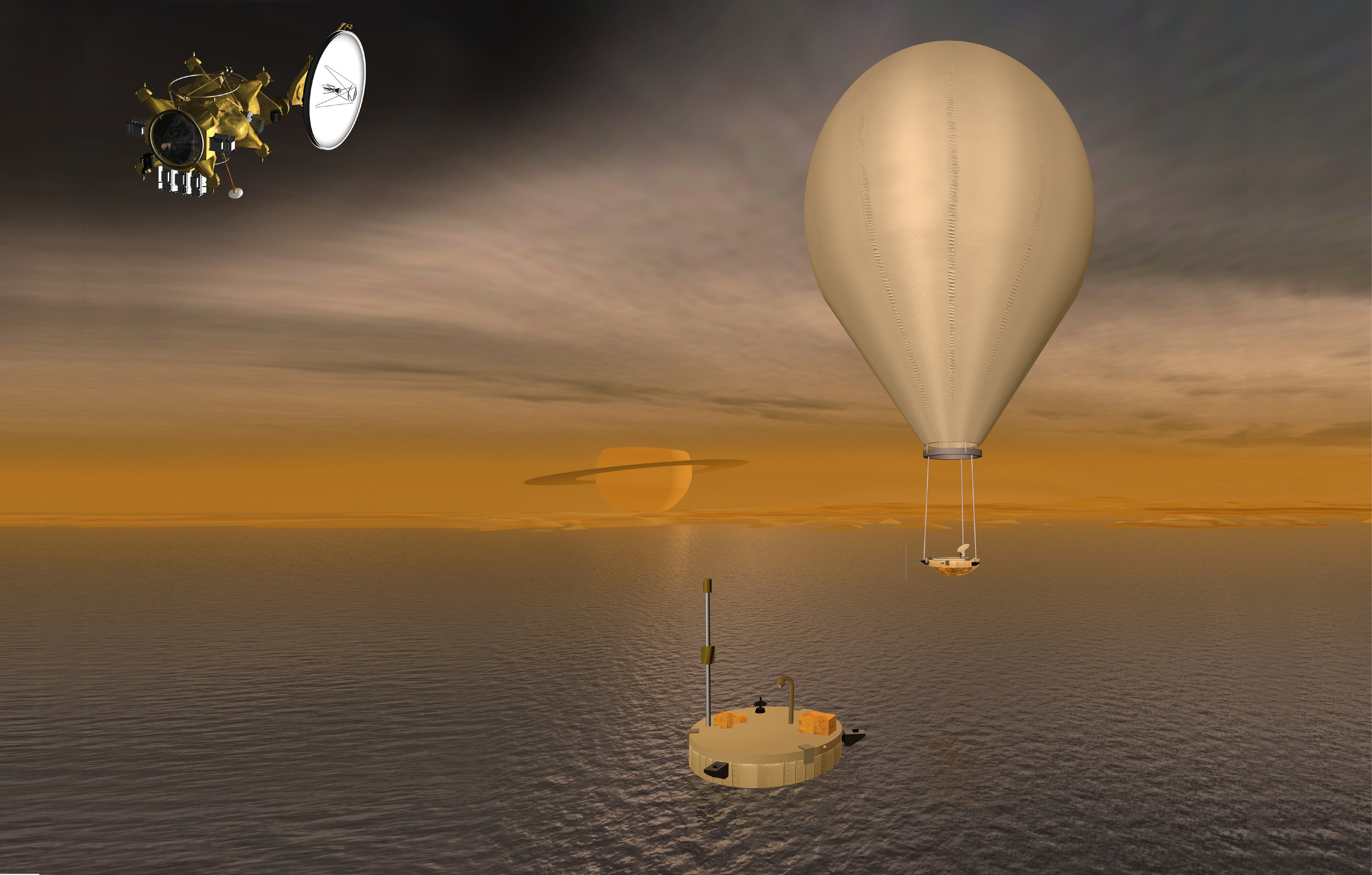
Umělecká představa sond zkoumající moře na Titanu

Kraken Mare je největší známé moře (či jezero) na Saturnově měsíci Titan nacházející se na severní polokouli, které je tvořeno tekutinou, pravděpodobně uhlovodíky, konkrétně asi směsí tekutého etanu a metanu. Objeveno bylo planetární sondou Cassini v roce 2007.
Pojmenováno bylo po Krakenovi, mytickému tvoru ze severské bájí. Kraken Mare je větší než Kaspické moře na Zemi a předpokládá se, že zaujímá rozlohu okolo 400 000 km². Jezero je minimálně 35 metrů hluboké, ale může být i mnohem hlubší, jelikož výzkum za pomoci radaru prozkoumal jen malou část jezera. V oblasti moře se nachází ostrov pojmenovaný Mayda Insula.
V rámci společného programu NASA a ESA Titan Saturn System Mission se uvažuje o sondě, která by měla dopravit a následně vypustit do Kraken Mare (či Ligeia Mare) plovoucí sondu, jež by získávala data o složení, členitosti dna a další.